# 在日シリア人
在日シリア人（ざいにちシリアじん、アラビア語: سوريون في اليابان）は、日本に一定期間在住するシリア国籍の人々である。また、日本に帰化や亡命した人、およびその子孫のことをシリア系日本人と呼ぶ。

## 概要
2011年に始まったシリア内戦により、日本に逃れてきた人も増加した。内戦開始前の2010年末には在日シリア人の数は188人だったのが、2017年末には631人に増加した。これは、アラブ諸国の中ではエジプト（1850人）、サウジアラビア（736人）についで3番目に多い数である。シリアは中東の中では日本語教育が盛んであったために留学生もおり、そのまま帰国できないで滞在している人も少なくない。在留資格別にみると、最も多いのが「特定活動」の184人で、難民認定申請中滞在者がこの中に含まれる。次いで「家族滞在」の144人、次に「留学」の79人、「永住者」52人となっている。地域別に見ると、兵庫県が94人、東京都90人、大阪府73人、京都府50人の順となっており、関西圏と首都圏に集中している。また、トルコ国籍のクルド人難民が約700～1000人が暮らしている埼玉県蕨市や川口市周辺にシリア出身のクルド人も数こそまだ少ないものの難民として定住し始めている。
言語はアラビア語やクルド語を使用している他、宗教はイスラム教の他キリスト教も少なくない。

## シリア難民
近年、約60人以上のシリア人が日本で難民申請を行ったが、日本政府に難民として認められたのはわずかに6人に過ぎず、38人が人道的配慮から一時的な在留許可は認められたものの、難民目的ではなく就労目的での面が強いとの理由により不許可とされた。シリア人難民にとって日本は世界で特に難民認可が下りにくい国の一つとなっている。このように、内戦の影響で国外へ逃れたシリア難民の数は400万人と膨大となっているが、世界各国が受け入れを表明しているのとは対照的に、日本の受け入れは極めて閉鎖的だと批判されており、国際連合難民高等弁務官事務所（UNHCR）から先進国である日本がシリア難民を受け入れに協力するように要請がなされている。

## 在日シリア人・シリア系日本人
- 龍園ラムル - 漫画家。シリア人と日本人のハーフ。
- 晶エリー（新井エリー、照沼ファリーザ、大沢佑香） - AV女優、AV監督、写真家。父親がシリア人、母親が日本人。
- 松村マハ - アルジャジーラ東京支局レポーター。父親がシリア人、母親が日本人。